# Seth MacFarlane
Seth Woodbury MacFarlane, född 26 oktober 1973 i Kent i Connecticut, är en amerikansk animatör, röstskådespelare, skådespelare, sångare, komiker, manusförfattare, regissör och producent, främst känd som skapare av den tecknade TV-serien Family Guy.

## Karriär
MacFarlane har skapat TV-serierna Family Guy, American Dad och The Cleveland Show där han även gör många av rösterna. 2012 skrev han manus, regisserade, producerade samt gjorde en av rösterna till långfilmen Ted. Därefter påbörjade han nästa filmprojekt i form av westernkomedin A Million Ways to Die in the West med premiär 2014. MacFarlane är manusförfattare och regissör samt spelar huvudrollen i filmen.
2011 släppte han sitt debutalbum Music Is Better Than Words och fick två Grammy-nomineringar för det.
MacFarlane var värd för Oscarsgalan 2013. Det var första gången han ledde galan.

## Privatliv
MacFarlane hade biljett till ett av planen som flög in i World Trade Center den 11 september 2001, men hans resebyrå gav honom fel tid.
Seth MacFarlane stöder det Demokratiska partiet och har flera gånger donerat pengar till dess kampanjer.

## Filmografi (urval)

### Filmer
| År   | Filmtitel                            | Roll                                                                                                | Noter                                                  |
| ---- | ------------------------------------ | --------------------------------------------------------------------------------------------------- | ------------------------------------------------------ |
| 1995 | The Life of Larry                    | Larry Cummings Steve Lois Cummings Olika karaktärer                                                 | Studentfilm                                            |
| 2005 | Inside the CIA                       | Stan Smith Roger                                                                                    | Manusförfattare/Animatör/Skådespelare Kortfilm         |
| 2005 | Stewie Griffin: The Untold Story     | Peter Griffin Stewie Griffin Brian Griffin Glenn Quagmire Tom Tucker Snurre Sprätt Olika karaktärer | Endast röst Direct-to-DVD release                      |
| 2006 | Life is Short                        | Dr. Ned                                                                                             | Kortfilm                                               |
| 2008 | Hellboy II: The Golden Army          | Johann Kraus                                                                                        | Endast röst                                            |
| 2009 | Futurama: Into the Wild Green Yonder | Mars Vegas Singer                                                                                   | Endast röst Direct-to-DVD release                      |
| 2010 | The Drawn Together Movie: The Movie! | I.S.R.A.E.L. (Intelligent Smart Robot Animation Eraser Lady)                                        | Endast röstroll Direct-to-DVD release                  |
| 2010 | Tooth Fairy                          | Ziggy                                                                                               |                                                        |
| 2012 | Ted                                  | Ted                                                                                                 | Röst/Motion capture Manusförfattare Regissör Producent |
| 2013 | Movie 43                             | Sig själv                                                                                           | Cameoroll                                              |
| 2014 | A Million Ways to Die in the West    | Albert                                                                                              | Skådespelare Manusförfattare Regissör Producent        |
| 2015 | Ted 2                                | Ted                                                                                                 | Röst/Motion capture Manusförfattare Regissör Producent |
| 2016 | Sing                                 | Mike                                                                                                | Röst                                                   |
| 2017 | Logan Lucky                          | |                                                        |

### TV-framträdanden
| År               | Titel                                         | Roll(er)                                                                                               | Noter                                                                                 |
| ---------------- | --------------------------------------------- | --- | ------------------------------------------------------------------------------------- |
| 1995             | Shnookums och Meat                            | Rhode Island Bug                                                                                       | Episod 2.3: "Bugging Out!"                                                            |
| 1996             | What a Cartoon!                               | Larry Steve Olika karaktärer                                                                           | Episod 42: Larry & Steve                                                              |
| 1996–1998        | Lilla djungelboken                            | | Manusförfattare                                                                       |
| 1996             | Ace Ventura: Pet Detective                    | | Manusförfattare                                                                       |
| 1997–2002        | Johnny Bravo                                  | | Storyboardtecknare och manusförfattare 46 episoder                                    |
| 1997–1998        | Dexters laboratorium                          | | Storyboardtecknare och manusförfattare 23 episoder                                    |
| 1997             | Ko och Kyckling                               | | Storyboardtecknare och manusförfattare 3 episoder                                     |
| 1999–2002, 2005– | Family Guy                                    | Peter Griffin Stewie Griffin Brian Griffin Glenn Quagmire Olika karaktärer                             | Skapare/Exekutiv producent/Röstskådespelare/Manusförfattare                           |
| 2002–2003        | Gilmore Girls                                 | Zach / Bob Merriam                                                                                     | Episode 2.21: "Lorelai's Graduation Day" Episode 3.11: "I Solemnly Swear"             |
| 2003             | Aqua Teen Hunger Force                        | Wayne the Brain                                                                                        | Episode 2.10: "Super Trivia"                                                          |
| 2003             | The Pitts                                     | Radio voice                                                                                            | Episode 1.3: "Squarewolves"                                                           |
| 2003–2005        | Crank Yankers                                 | Dick Rogers Arthur Johnson                                                                             | Fyra avsnitt                                                                          |
| 2004             | Complete Savages                              | TV-annonsör                                                                                            | Episod 1.4: "Nick Kicks Butt"                                                         |
| 2004–2005        | Star Trek: Enterprise                         | Ensign Rivers (mekaniker)                                                                              | Episoderna 3.20: "The Forgotten" och 4.15: "Affliction"                               |
| 2005–2013        | Robot Chicken                                 | Sig själv, Peter Griffin, Lion-O, Emperor Palpatine, Thor, Olika karaktärer                            | 16 episoder                                                                           |
| 2005–nutid       | American Dad!                                 | Stan Smith Roger Smith Greg Corbin Olika karaktärer                                                    | Medskapare/Exekutiv producent/Röstskådespelare                                        |
| 2006             | The War at Home                               | Hillarys Date                                                                                          | Episod 2.5: "I Wash My Hands of You"                                                  |
| 2007             | Help Me Help You                              | Seth                                                                                                   | Episod 1.13: "Moving On"                                                              |
| 2007             | Robot Chicken: Star Wars                      | Emperor Palpatine                                                                                      | TV-film                                                                               |
| 2007             | The Family Guy 100th Episode Celebration      | Sig själv                                                                                              |                                                                                       |
| 2007             | Yin Yang Yo!                                  | The Manotaur                                                                                           | Röst                                                                                  |
| 2007             | TV-reklam                                     | Sig själv                                                                                              | TV-reklam för Hulu                                                                    |
| 2007             | 59th Primetime Emmy Awards                    | Stewie Griffin Brian Griffin                                                                           | TV-special                                                                            |
| 2008             | Robot Chicken: Star Wars Episode II           | Emperor Palpatine Olika karaktärer                                                                     | TV-film                                                                               |
| 2008–2009        | Seth MacFarlane's Cavalcade of Cartoon Comedy | Olika karaktärer                                                                                       | Skapare; 19 episoder                                                                  |
| 2009             | Bones                                         | Stewie Griffin                                                                                         | Episod 4.25: "The Critic in the Cabernet"                                             |
| 2009             | Last Night of the Proms                       | Sig själv                                                                                              | Prom 22: John Wilson Orchestra - A Celebration of Classic MGM Film Musicals - Sångare |
| 2009–2010        | FlashForward                                  | Agent Jake Curdy FBI Agent                                                                             | Episod 1.1: "No More Good Days" och 1.15: "Queen Sacrifice";                          |
| 2009–2013        | The Cleveland Show                            | Tim the Bear Olika karaktärer                                                                          | Medskapare/Exekutiv producent/Röstskådespelare                                        |
| 2010             | Phineas & Ferb                                | Jeff McGarland                                                                                         | Episod 2.33: "Nerds of a Feather"                                                     |
| 2010             | Comedy Central Roast of David Hasselhoff      | Sig själv                                                                                              | Roastmaster vid roasten av David Hasselhoff                                           |
| 2010             | Robot Chicken: Star Wars Episode III          | Emperor Palpatine Olika karaktärer                                                                     | TV film                                                                               |
| 2011             | Comedy Central Roast of Donald J. Trump       | Sig själv                                                                                              | Roastmaster vid roasten av Donald Trump                                               |
| 2011             | Comedy Central Roast of Charlie Sheen         | Sig själv                                                                                              | Roastmaster vid roasten av Charlie Sheen                                              |
| 2011             | Rove LA                                       | Sig själv                                                                                              | Episod 1.10: "Seth MacFarlane, will.i.am och Lauren Graham"                           |
| 2011             | Night of the Hurricane                        | Peter Griffin Stewie Griffin Brian Griffin Glenn Quagmire Tom Tucker Stan Smith Roger Olika röstroller |                                                                                       |
| 2012             | FOX 25th Anniversary Special                  | Sig själv Peter Griffin Stewie Griffin Brian Griffin Stan Smith                                        |                                                                                       |
| 2012             | Saturday Night Live                           | Sig själv (värd)                                                                                       | Episod 38.1: "Seth MacFarlane/Frank Ocean"                                            |
| 2012             | Shark Tank                                    | Sig själv                                                                                              | Episod 4.8 Special Guest Appearance                                                   |
| 2012             | The Proms 2012                                | Sig själv                                                                                              | Prom 59: John Wilson on Broadway - Sångare                                            |
| 2012             | Family Guy: 200 Episodes Later                | Sig själv                                                                                              | TV-special                                                                            |
| 2013             | Oscarsgalan 2013                              | Sig själv                                                                                              | Värd                                                                                  |
| 2013             | Simpsons                                      | Ben | Episod 25.1 "Dangers on a Train"                                                      |
| 2013             | Dads                                          | Medskapare/Exekutiv producent                                                                          | 6 episoder                                                                            |
| 2014             | Cosmos: A Space-Time Odyssey                  | Exekutiv producent                                                                                     | 13 episoder                                                                           |
| 2017-            | The Orville                                   | Ed Mercer                                                                                              | Skapare/Skådespelare                                                                  |

### Datorspel
| År   | Speltitel                          | Roll                                                  | Noter    |
| ---- | ---------------------------------- | ----------------------------------------------------- | -------- |
| 2006 | Family Guy Video Game!             | Peter Griffin Brian Griffin Stewie Griffin Tom Tucker | Röstroll |
| 2012 | Family Guy: Back to the Multiverse | Stewie Griffin Brian Griffin Peter Griffin Seamus     | Röstroll |

## Diskografi

### Studioalbum
| Music Is Better Than Words | - Releasedatum: 27 september 2011 - Label: Universal Republic Records - Format: CD, vinyl LP och nedladdning                                 | 111 | 2 |
| Holiday for Swing          | - Releasedatum: 30 september 2014 - Label: Republic Records - Format: CD, vinyl LP och nedladdning                                           | 51  | 2 |
| No One Ever Tells You      | - Releasedatum: 30 oktober 2015 - Label: Republic Records och Fuzzy Door Productions - Format: CD, vinyl LP och nedladdning                  | —   | 1 |
| In Full Swing              | - Releasedatum: 15 september 2017 - Label: Republic Records, Verve Records och Fuzzy Door Productions - Format: CD, vinyl LP och nedladdning | —   | 2 |
| Once in a While            | - Releasedatum: 19 april 2019 - Label: Republic Records, Verve Records och Fuzzy Door Productions - Format: CD, vinyl LP och nedladdning     | —   | 5 |

## Utmärkelser
| År   | Utmärkelse             | Kategori                                               | Roll                                             | Titel                                                                        | Resultat  | Ref.   |
| ---- | ---------------------- | ------------------------------------------------------ | ------------------------------------------------ | ---------------------------------------------------------------------------- | --------- | ------ |
| 2000 | Primetime Emmy Award   | Outstanding Voice-Over Performance                     | Stewie Griffin                                   | Family Guy                                                                   | Vann      | [ 7 ]  |
| 2002 | Primetime Emmy Award   | Outstanding Music and Lyrics                           | Lyrics                                           | Family Guy, "Brian Wallows and Peter's Swallows" – "You've Got a Lot to See" | Vann      | [ 7 ]  |
| 2006 | Annie Award            | Best Voice Acting in an Animated Television Production | Stewie Griffin                                   | Family Guy                                                                   | Vann      | [ 8 ]  |
| 2006 | Spike Video Game Award | Best Performance by a Human Male                       | Peter Griffin, Stewie Griffin, and Brian Griffin | Family Guy Video Game!                                                       | Nominerad |        |
| 2006 | Spike Video Game Award | Best Cast                                              | Peter Griffin, Stewie Griffin, and Brian Griffin | Family Guy Video Game!                                                       | Vann      |        |
| 2009 | Webby Award            | Film & Video Person of the Year 2009                   | —                                                | —                                                                            | Vann      | [ 9 ]  |
| 2009 | Primetime Emmy Award   | Outstanding Voice-Over Performance                     | Peter Griffin                                    | Family Guy                                                                   | Nominerad | [ 10 ] |
| 2010 | Primetime Emmy Award   | Outstanding Original Music and Lyrics                  | Musik och text                                   | Family Guy                                                                   | Nominerad | [ 11 ] |
| 2010 | Teen Choice Award      | Choice Animated Series                                 | Skapare                                          | Family Guy                                                                   | Vann      | [ 12 ] |
| 2011 | Teen Choice Award      | Choice TV Villain                                      | Stewie Griffin                                   | Family Guy                                                                   | Nominerad | [ 13 ] |
| 2011 | Teen Choice Award      | Choice Animated Series                                 | Skapare                                          | Family Guy                                                                   | Nominerad | [ 13 ] |
| 2012 | Teen Choice Award      | Choice Movie Voice                                     | Ted                                              | Ted                                                                          | Nominerad | [ 14 ] |
| 2012 | Teen Choice Award      | Choice Movie Chemistry                                 | Ted                                              | Ted                                                                          | Nominerad | [ 14 ] |
| 2012 | Grammy Award           | Best Traditional Pop Vocal Album                       | Röst och musik                                   | "Music Is Better Than Words"                                                 | Nominerad |        |
| 2012 | Grammy Award           | Best Engineered Album, Non-Classical                   | Mastering Engineer                               | "Music Is Better Than Words"                                                 | Nominerad |        |
| 2012 | Grammy Award           | Best Song Written for Visual Media                     | Sångskrivare                                     | "Christmastime is Killing Us" (från Family Guy)                              | Nominerad |        |
| 2013 | Oscar                  | Best Original Song                                     | Låttexten                                        | "Everybody Needs a Best Friend" (från Ted)                                   | Nominerad | [ 15 ] |
| 2013 | MTV Movie Awards       | Best Shirtless Performance                             | Ted                                              | Ted                                                                          | Nominerad | [ 16 ] |
| 2013 | MTV Movie Awards       | Best Fight                                             | Ted                                              | Ted                                                                          | Nominerad | [ 16 ] |
| 2013 | MTV Movie Awards       | Best On-Screen Duo                                     | Ted                                              | Ted                                                                          | Vann      | [ 16 ] |
| 2013 | MTV Movie Awards       | Best WTF Moment                                        | Ted                                              | Ted                                                                          | Nominerad | [ 16 ] |